# Géographie des Pyrénées-Orientales

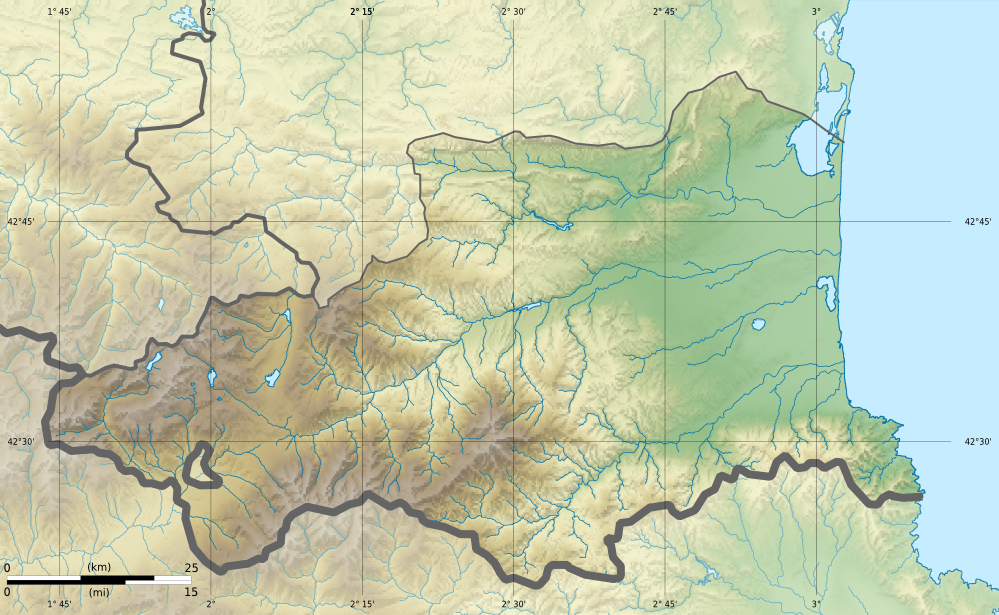
Carte du relief des Pyrénées-Orientales.

La géographie des Pyrénées-Orientales est marquée par de forts contrastes. Ce département français est constitué de la plaine du Roussillon et des montagnes qui l'entourent. Il est situé entre les Pyrénées, les Corbières, les Albères et la mer Méditerranée.
Les Pyrénées-Orientales sont un département de la région Occitanie limitrophe des départements de l'Aude et de l'Ariège, et frontalier avec l'Espagne et l'Andorre.
Le département des Pyrénées-Orientales est traversé par trois fleuves principaux (du nord au sud) : l'Agly, la Têt, et le Tech.
Le point culminant des Pyrénées-Orientales et de la région est le pic Carlit (2 921 m).

## Géographie physique

### Situation et relief

Situation des Pyrénées-Orientales en France.

Les Pyrénées-Orientales sont le département le plus méridional de la France continentale, dont le point le plus au sud est le puig de Coma Negra, sur la commune de Lamanère. De forme allongée, long de 120 km d'est en ouest et large de seulement 56 km du nord au sud, le département possède une superficie de 4 116 km2, ce qui le classe en 83e position en France métropolitaine. Le secteur du Fenouillèdes, de culture occitane, représente 439 km2 soit 10,66% de la superficie totale du département.
Muni d'une façade maritime sur la mer Méditerranée à l'est, ce département est frontalier de l'Espagne (Catalogne) au sud et d'Andorre à l'ouest. Il est délimité au nord par les départements français de l'Ariège et de l'Aude.
Comme son nom l'indique, le département français des Pyrénées-Orientales est constitué de la partie des Pyrénées françaises située la plus à l'est. Il est formé d'une plaine alluviale, la plaine du Roussillon, encadrée d'une part, à l'est par un littoral constitué de plages sablonneuses et de lagunes, et d'autre part par des montagnes. Au nord, le massif des Corbières, large massif tertiaire de collines schisteuses et calcaires de 400 à 500 m d'altitude s'étendant jusqu'à l'Aude. Au sud, le massif des Albères, petite cordillère escarpée, essentiellement siliceuse, difficile d'accès, culminant à 1 256 m. À l'ouest de la plaine du Roussillon se trouve le massif des Aspres, lui-même contrefort du massif du Canigou.
C'est sur le territoire de la commune  de Finestret que se trouve le centre géographique des Pyrénées-Orientales, à proximité du Puig des Feixes (42° 36′ N, 2° 31,2′ E).

Paysages des Pyrénées-Orientales :
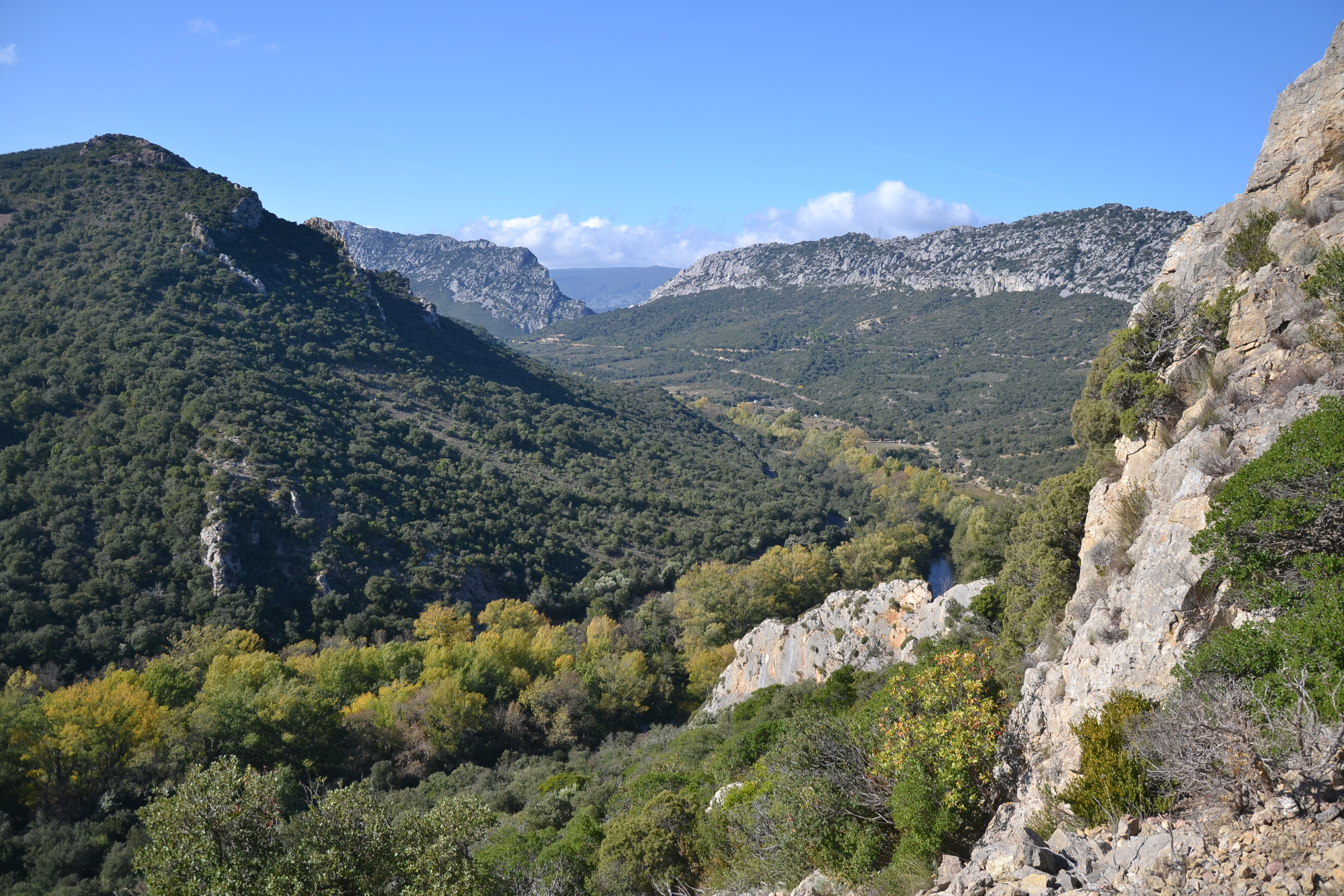
La vallée de l'Agly à Saint-Arnac, dans le nord.
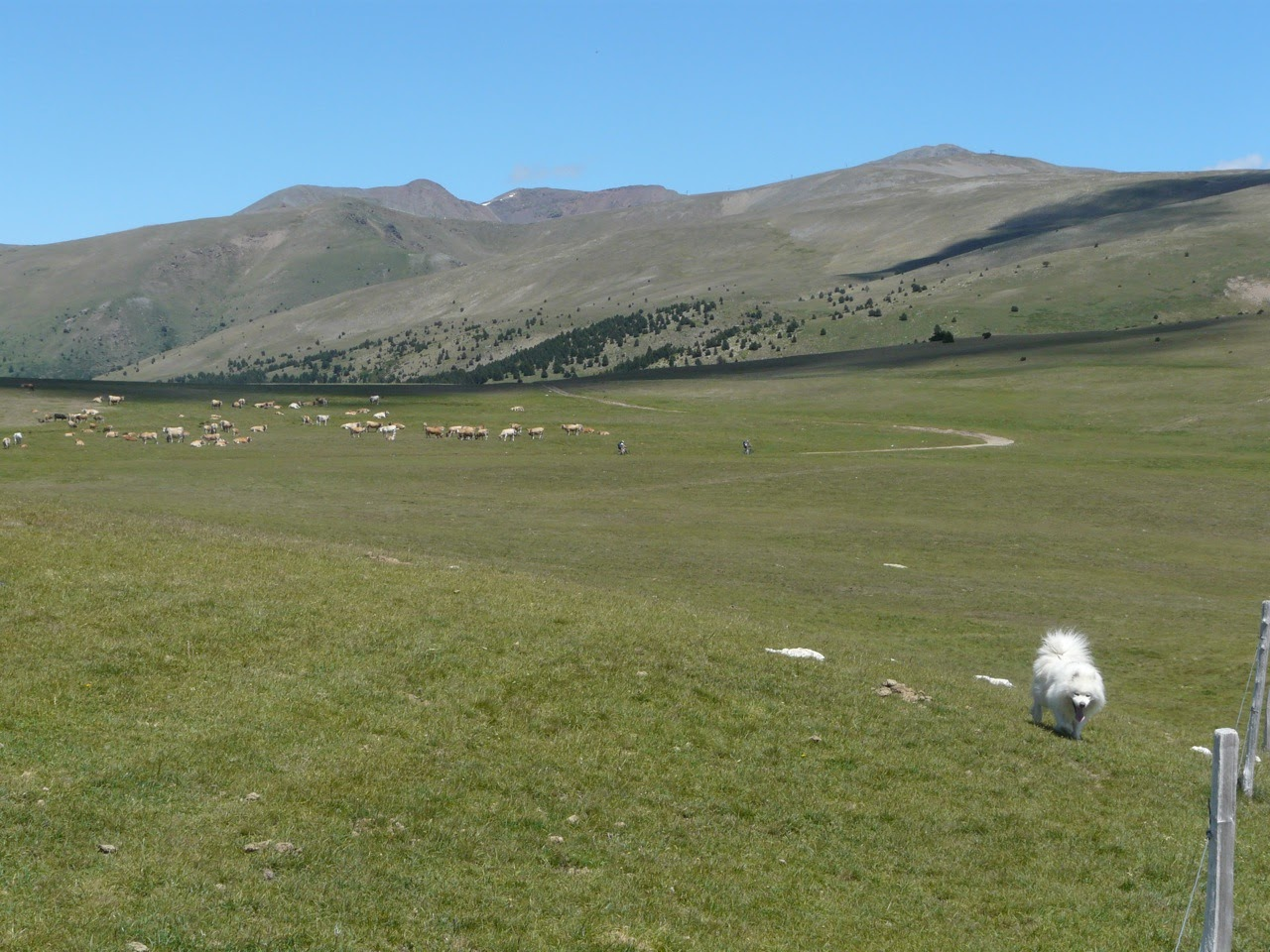
Le Puigmal, à la frontière avec l'Espagne, dans le sud.
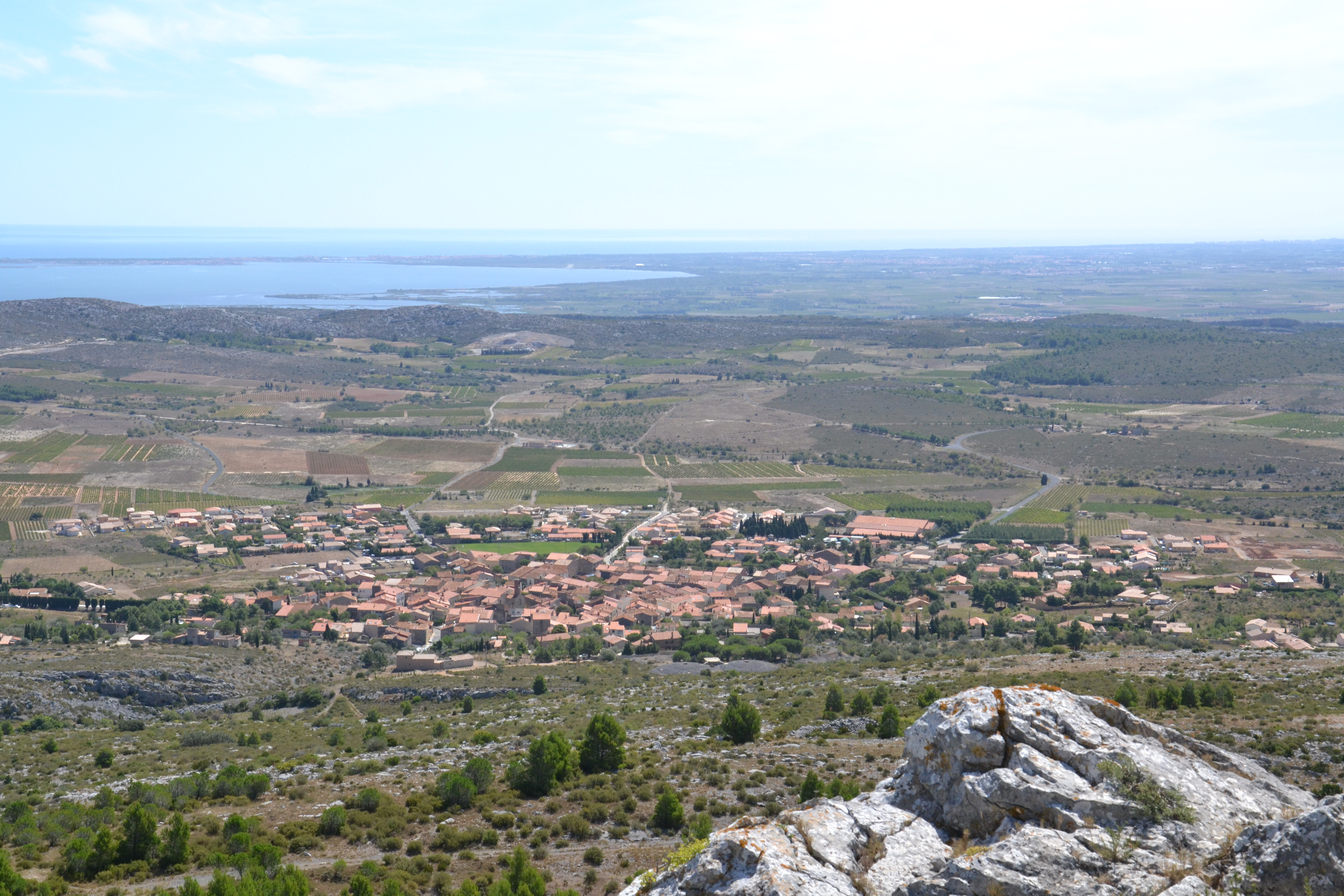
Opoul-Périllos et les étangs du littoral méditerranéen, dans le nord-est.

### Hydrographie et régions naturelles

#### Noms donnés aux différentes divisions géographiques
Par "vallées" et du nord au sud :
- soit vallée de l'Agly,
  - le Fenouillèdes ;
  - les Corbières catalanes ;
  - la Salanque ;

- vallée de la Têt :
  - la Cerdagne pour sa partie française ;
  - le Capcir ;
  - le Conflent ;
  - le Ribéral ;
  - les Aspres pour son flanc nord ;
  - la plaine du Roussillon ;

- et vallée du Tech :
  - le Vallespir ;
  - les Aspres pour son flanc au sud ;
  - les Albères ;
  - la Côte Vermeille.